# Canton de Notre-Dame-de-Bondeville
Pour les articles homonymes, voir Notre-Dame-de-Bondeville et Bondeville (homonymie).
Le canton de Notre-Dame-de-Bondeville est une circonscription électorale française située dans le département de la Seine-Maritime et la région Normandie.
À la suite du redécoupage cantonal de 2014, les limites territoriales du canton sont remaniées. Le nombre de communes du canton passe de 9 à 24.

## Géographie
Ce canton est organisé autour de Notre-Dame-de-Bondeville dans l'arrondissement de Rouen. Son altitude varie de 8 m (Roumare) à 169 m (Houppeville) pour une altitude moyenne de 118 m.

## Histoire
Le canton a été créé en 1982 par division en trois du canton de Maromme.
Par décret du 27 février 2014, le nombre de cantons du département est divisé par deux, avec mise en application aux élections départementales de mars 2015. Le canton de Notre-Dame-de-Bondeville est conservé et s'agrandit. Il passe de 9 à 24 communes.

## Représentation

### Représentation avant 2015
| Période | Période | Identité                    | Étiquette   | Qualité |
| ------- | ------- | --------------------------- | ----------- | --- |
| 1982    | 1988    | Gilbert Grenier (1924-2001) | PCF         | Agent de maîtrise Maire du Houlme (1977-2001) Ancien suppléant de la députée Colette Privat (1967-1968) |
| 1988    | 2015    | Jean-Yves Merle (1943-2020) | PS puis DVG | Maire de Notre-Dame-de-Bondeville (1989-2019) Ancien conseiller général du Canton de Bacqueville-en-Caux (1979-1985) Conseiller général du canton de Notre-Dame de Bondeville (1988-2015) Ancien vice-président de La CREA. |

### Représentation à partir de 2015
| Période élective | Période élective | Mandat | Mandat   | Identité         | Nuance | Nuance | Qualité                                              |
| ---------------- | ---------------- | ------ | -------- | ---------------- | ------ | ------ | ---------------------------------------------------- |
| 2015             | 2021             | 2015   | 2021     | Guillaume Coutey |        | PS     | Directeur de cabinet Maire de Malaunay (depuis 2012) |
| 2015             | 2021             | 2015   | 2021     | Agnès Largillet  |        | PS     | Militante associative, adjointe au maire de Pavilly  |
| 2021             | 2028             | 2021   | en cours | Guillaume Coutey |        | PS     | Maire de Malaunay                                    |
| 2021             | 2028             | 2021   | en cours | Agnès Largillet  |        | PS     | adjointe au maire de Pavilly                         |

### Résultats détaillés

#### Élections de mars 2015
À l'issue du 1er tour des élections départementales de 2015, trois binômes sont en ballottage : Guillaume Coutey et Agnès Largillet (Union de la Gauche, 31,27 %), Stéphane Favre et Corinne Throude (FN, 29,02 %) et Sylvain Bulard et Sophie Nicolle (Union de la Droite, 26,66 %). Le taux de participation est de 50,73 % (16 397 votants sur 32 321 inscrits) contre 49,48 % au niveau départemental et 50,17 % au niveau national.
Au second tour, Guillaume Coutey et Agnès Largillet (Union de la Gauche) sont élus avec 41,5 % des suffrages exprimés et un taux de participation de 51,46 % (6 589 voix pour 16 634 votants et 32 322 inscrits).

#### Élections de juin 2021
Le premier tour des élections départementales de 2021 est marqué par un très faible taux de participation (33,26 % au niveau national). Dans le canton de Notre-Dame-de-Bondeville, ce taux de participation est de 32,02 % (10 311 votants sur 32 203 inscrits) contre 32,19 % au niveau départemental. À l'issue de ce premier tour, deux binômes sont en ballottage : Guillaume Coutey et Agnès Largillet (PS, 49,94 %) et Julie Brohee et Christopher Genet (RN, 21,4 %).
Le second tour des élections est marqué une nouvelle fois par une abstention massive équivalente au premier tour. Les taux de participation sont de 34,36 % au niveau national, 32,06 % dans le département et 32,4 % dans le canton de Notre-Dame-de-Bondeville. Guillaume Coutey et Agnès Largillet (PS) sont élus avec 73,67 % des suffrages exprimés (7 164 voix pour 10 433 votants et 32 203 inscrits),,.

## Composition

### Composition avant 2015
Le canton de Notre-Dame-de-Bondeville regroupait 9 communes.
| Nom                                  | Code Insee | Codepostal | Superficie (km2) | Population (dernière pop. légale) | Densité (hab./km2) |
| ------------------------------------ | ---------- | ---------- | ---------------- | --------------------------------- | ------------------ |
| Notre-Dame-de-Bondeville (chef-lieu) | 76474      | 76960      | 6,28             | 6 983 (2012)                      | 1 112              |
| Le Houlme                            | 76366      | 76770      | 2,97             | 4 002 (2012)                      | 1 347              |
| Houppeville                          | 76367      | 76770      | 20,80            | 2 567 (2012)                      | 123                |
| Malaunay                             | 76402      | 76770      | 9,25             | 5 893 (2009)                      | 637                |
| Montigny                             | 76446      | 76380      | 7,83             | 1 122 (2012)                      | 143                |
| Pissy-Pôville                        | 76503      | 76360      | 11,26            | 1 248 (2012)                      | 111                |
| Roumare                              | 76541      | 76480      | 9,96             | 1 426 (2012)                      | 143                |
| Saint-Jean-du-Cardonnay              | 76594      | 76150      | 7,52             | 1 352 (2012)                      | 180                |
| La Vaupalière                        | 76728      | 76150      | 8,00             | 960 (2012)                        | 120                |

### Composition depuis 2015
Lors du redécoupage de 2014, le canton comprenait vingt-quatre communes entières.
À la suite de la création de la commune nouvelle de Saint-Martin-de-l'If au 1er janvier 2016, le canton comprend désormais vingt-et-une communes entières.
| Nom                                              | Code Insee | Intercommunalité          | Superficie (km2) | Population (dernière pop. légale) | Densité (hab./km2) | Modifier                                    |
| ------------------------------------------------ | ---------- | ------------------------- | ---------------- | --------------------------------- | ------------------ | ------------------------------------------- |
| Notre-Dame-de-Bondeville (bureau centralisateur) | 76474      | Métropole Rouen Normandie | 6,28             | 7 004 (2022)                      | 1 115              | modifier les données · modifier les données |
| Carville-la-Folletière                           | 76160      | CC Yvetot Normandie       | 4,36             | 419 (2022)                        | 96                 | modifier les données · modifier les données |
| Croix-Mare                                       | 76203      | CC Yvetot Normandie       | 8,64             | 713 (2022)                        | 83                 | modifier les données · modifier les données |
| Écalles-Alix                                     | 76223      | CC Yvetot Normandie       | 7,10             | 547 (2022)                        | 77                 | modifier les données · modifier les données |
| Émanville                                        | 76234      | CC Caux-Austreberthe      | 6,43             | 768 (2022)                        | 119                | modifier les données · modifier les données |
| Eslettes                                         | 76245      | CC Inter-Caux-Vexin       | 5,12             | 1 630 (2022)                      | 318                | modifier les données · modifier les données |
| Fresquiennes                                     | 76287      | CC Inter-Caux-Vexin       | 13,45            | 1 079 (2022)                      | 80                 | modifier les données · modifier les données |
| Goupillières                                     | 76311      | CC Caux-Austreberthe      | 4,13             | 434 (2022)                        | 105                | modifier les données · modifier les données |
| Le Houlme                                        | 76366      | Métropole Rouen Normandie | 2,97             | 4 127 (2022)                      | 1 390              | modifier les données · modifier les données |
| Houppeville                                      | 76367      | Métropole Rouen Normandie | 20,80            | 2 849 (2022)                      | 137                | modifier les données · modifier les données |
| Limésy                                           | 76385      | CC Caux-Austreberthe      | 15,01            | 1 521 (2022)                      | 101                | modifier les données · modifier les données |
| Malaunay                                         | 76402      | Métropole Rouen Normandie | 9,25             | 6 125 (2022)                      | 662                | modifier les données · modifier les données |
| Mesnil-Panneville                                | 76433      | CC Yvetot Normandie       | 11,87            | 764 (2022)                        | 64                 | modifier les données · modifier les données |
| Montigny                                         | 76446      | CC Inter-Caux-Vexin       | 7,83             | 1 281 (2022)                      | 164                | modifier les données · modifier les données |
| Pavilly                                          | 76495      | CC Caux-Austreberthe      | 14,19            | 6 095 (2022)                      | 430                | modifier les données · modifier les données |
| Pissy-Pôville                                    | 76503      | CC Inter-Caux-Vexin       | 11,26            | 1 279 (2022)                      | 114                | modifier les données · modifier les données |
| Roumare                                          | 76541      | CC Inter-Caux-Vexin       | 9,96             | 1 561 (2022)                      | 157                | modifier les données · modifier les données |
| Saint-Jean-du-Cardonnay                          | 76594      | CC Inter-Caux-Vexin       | 7,52             | 1 348 (2022)                      | 179                | modifier les données · modifier les données |
| Saint Martin de l'If                             | 76289      | CC Yvetot Normandie       | 22,92            | 1 734 (2022)                      | 76                 | modifier les données · modifier les données |
| Sainte-Austreberthe                              | 76566      | CC Caux-Austreberthe      | 6,13             | 664 (2022)                        | 108                | modifier les données · modifier les données |
| La Vaupalière                                    | 76728      | CC Inter-Caux-Vexin       | 8,00             | 1 214 (2022)                      | 152                | modifier les données · modifier les données |
| Canton de Notre-Dame-de-Bondeville               | 7624       |                           | 203,22           | 43 156 (2022)                     | 212                | modifier les données                        |

## Démographie

### Démographie avant 2015
| 1982   | 1990   | 1999   | 2006   | 2011   | 2012   |
| ------ | ------ | ------ | ------ | ------ | ------ |
| 22 767 | 25 372 | 26 273 | 25 800 | 25 646 | 25 600 |

### Démographie depuis 2015
En 2022, le canton comptait 43 156 habitants, en évolution de +1,64 % par rapport à 2016 (Seine-Maritime : +0,35 %, France hors Mayotte : +2,11 %).
| 2013   | 2018   | 2022   |
| ------ | ------ | ------ |
| 41 605 | 42 753 | 43 156 |